# Miskant chiński
Miskant chiński (Miscanthus sinensis) – gatunek trawy należący do rodziny wiechlinowatych, zwany również trawą słoniową. Naturalnie występuje w Azji. Osiąga do 3 metrów wysokości.
Sprowadzony został do Europy w pierwszej połowie XX wieku jako roślina ozdobna. W latach 80. XX wieku stał się jedną z ważniejszych roślin alternatywnych, którą wykorzystuje się jako odnawialny surowiec energetyczny oraz przemysłowy. Posiada wysoką wydajność w produkcji biomasy. Jest rośliną nieekspansywną, kępkową. Z miskantem cukrowym wytworzył spontanicznego mieszańca – Miscanthus × giganteus.

## Uprawa
Miskant chiński to roślina wieloletnia i może być uprawiana na jednym stanowisku nawet do 20 lat. Nie ma wysokich wymagań glebowych, z powodzeniem uprawiana jest na glebach lekkich i słabo nawożonych. Miskant charakteryzuje się wysoką wrażliwością na przemarzanie w pierwszym roku od posadzenia.
Młodsze okazy wymagają zabezpieczenia przed przemrożeniem.
Trawę tę rozmnaża się wegetatywnie przez podział kłączy lub przy pomocy kultur tkankowych in vitro.

## Odmiany uprawne
Uzyskano szereg odmian uprawnych tego gatunku, takich jak:
- ‘Apache’ – odmiana dorastająca do 50 cm wysokości, rzadko zakwitająca.
- ‘Cosmopolitan’ – odmiana tworząca zwarte kępy, silnie rosnąca, dorastająca do 2 metrów wysokości.
- ‘David’ – odmiana dorastająca do 2 metrów wysokości o kolumnowym pokroju.
- ‘Gold Bar’ – odmiana dorastająca do 60 cm wysokości, gęsto rosnąca, tworząca kępy.
- ‘Gracillimus’ – bardzo popularna odmiana z cienkimi liśćmi, dorastająca do 2 metrów.
- ‘Morning Light’ – odmiana dorastająca do 2 metrów o wzniesionym pokroju.
- ‘Rotsilber’ – odmiana, której liście jesienią zabarwiają się na kolor miedziany, osiąga do 2 metrów wysokości.
- ‘Variegatus’ – odmiana dorastająca do 2 metrów wysokości o lekko przewieszających się liściach.
- ‘Zebrinus’ – odmiana o zwartym, wzniesionym pokroju sięgająca nawet 220 cm. Jej szczególne walory ogrodowe zostały nagrodzone brytyjską nagrodą AGM.

## Galeria

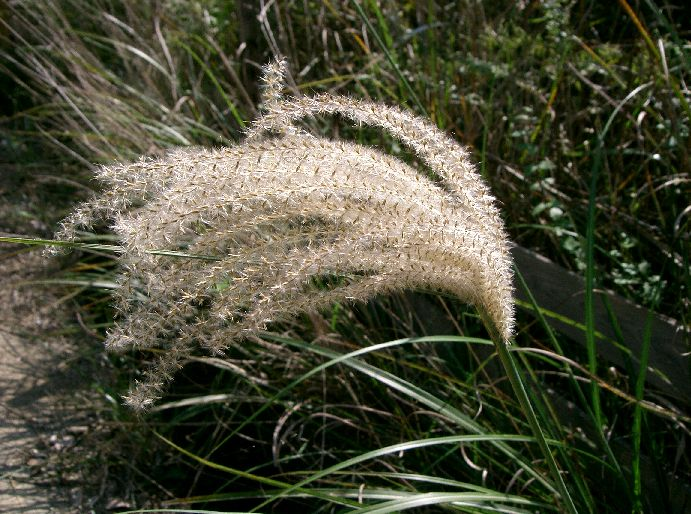
Owoce
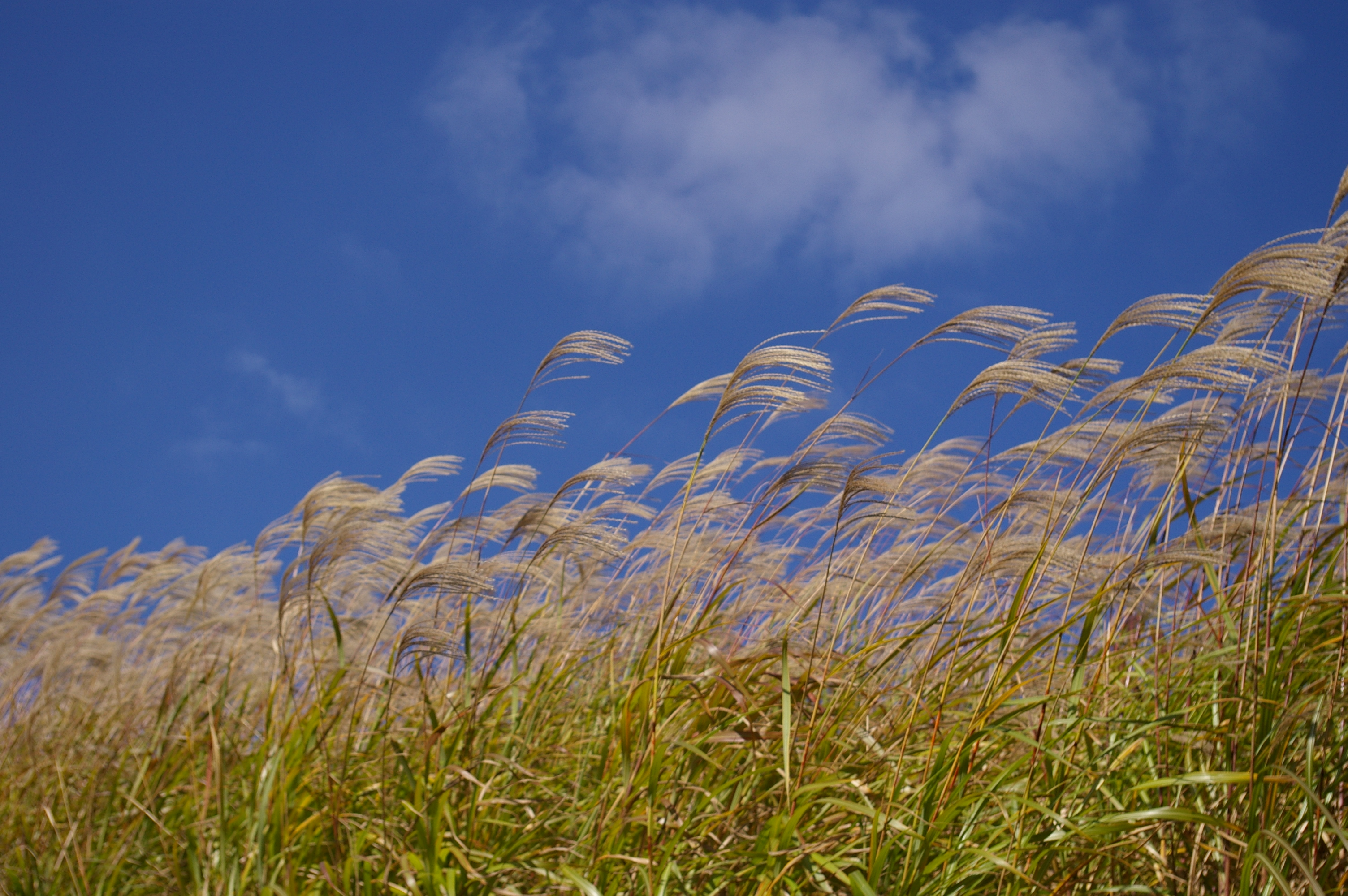
Łan
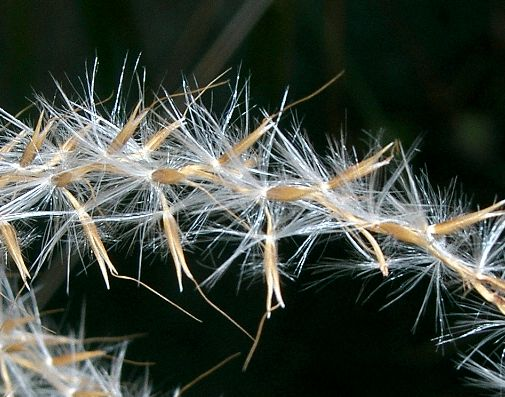
Owoce
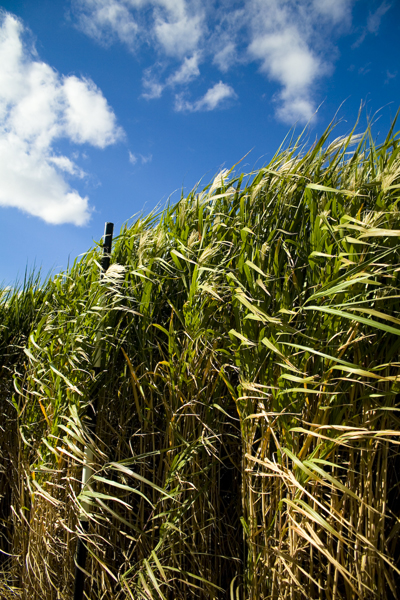
M. × giganteus